# Relentless (альбом Натали Грант)
Relentless  — шестой студийный альбом американской певицы современной христианской музыки Натали Грант, выпущенный 12 февраля 2008 года на лейбле Curb Records.

## Отзывы
| Оценки критиков     | Оценки критиков |
| Источник            | Оценка          |
| ------------------- | --------------- |
| AllMusic            | [ 2 ]           |
| CCM Magazine        | [ 3 ]           |
| Christianity Today  | [ 4 ]           |
| Cross Rhythms       | [ 5 ]           |
| Jesus Freak Hideout | [ 6 ]           |

Альбом получил положительные отзывы от музыкальных критиков.
Андри Фариас из AllMusic: «Пережив два закрытия лейбла и постоянные пробы и ошибки, вокалистка наконец-то добилась успеха с пятым студийным альбомом Awaken, ставшим бестселлером 2005 года. До этого были фальстарт за фальстартом — певица с большим голосом и ещё большими мечтами о христианской поп-музыке никак не могла добиться успеха. Но Awaken был другим. Впервые Грант наконец-то взяла бразды правления своей карьерой в свои руки, сформировала собственное видение, взяла на себя большую долю обязанностей по написанию песен и выбрала более зрелое, поп/рок-интегрированное звучание в стиле adult contemporary. В альбоме Relentless Грант продолжает этот процесс взросления, демонстрируя ещё больше художественной самостоятельности, агрессии и авантюризма, чем раньше. Для христианской поп-дивы она, безусловно, идёт на большой риск, сочетая свой мощный вокал с яростными элементами поп-рока, а также синтезаторными эффектами, урбан-попом и даже роговой секцией или двумя. Временами Грант слишком неосмотрительна в своих попытках новаторства, как, например, в душевной, дерзкой „So Long“, которая звучит слишком похоже на песню KT Tunstall „Black Horse and the Cherry Tree“, чтобы её можно было полностью приписать Грант. В остальном же она выглядит наиболее комфортно, выдавая содержательный, отполированный поп-рок, плюс достаточное количество фирменных поп-баллад Грант, чтобы удовлетворить тех, кто влюбился в её любимый хит „Held“. Для сравнения, Relentless можно рассматривать как продолжение Breakaway, которое Келли Кларксон не смогла представить после успеха этого альбома, только в контексте христианской поп-музыки. Да, он запоминается — возможно, расчётливо, — но в нём нет банальности или надуманности, как во многих материалах, предназначенных для радиостанций, которые выпускаются на рынке современной христианской музыки».
Каролина Ласк из CCM Magazine заявила: «Последний альбом Натали Грант, Relentless, напоминает, почему она носит корону лучшей вокалистки два года подряд. От вступительных нот первого трека до боли простого припева последнего, эти 12 песен, наполненные эмоциональными горками, преуспели в том, чтобы сделать знакомые идеи свежими, убедительными и эмоциональными. Чистые эмоции, с которыми Грант исполняет каждую песню, свидетельствуют о том, что она становится все более самостоятельной не только как артистка, но и как женщина, мать и дочь Бога. Грант следует похвалить за то, что она стала сосудом силы Христа, который смотрит на человеческие слабости и глупости и сияет силой вседостаточного Царя. Благодаря солидному пакету правды, души, невероятной музыкальности и продюсированию, которое временами бывает излишним, но в целом хорошо сбалансированным, Relentless заслуживает места как важный вклад в музыкальный мир и тело Христа». Расс Бреймайер из Christianity Today заявил: «Вдохновлённый историями и свидетельствами, которыми поделились во время Revolve Tour Women of Faith для девочек-подростков, Relentless не уступает Awaken, но на этот раз сосредоточен на поиске надежды в условиях жизненных испытаний. Грант также успешно меняет своё звучание от трека к треку. Временами Relentless немного рутинный, но он никогда не бывает плохим, и вы уйдёте с него, вспоминая мастерство написания песен и пронзительные послания основных моментов. И как часто поп-артисты кажутся слишком молодыми или старыми в своём поп-звучании? Грант, которой уже за тридцать, занимает промежуточное положение и является артисткой, которая одинаково нравится и подросткам, и их мамам. Как легко было бы Натали Грант вернуться к предсказуемой поп-музыке. Как удачно для нас, что вместо этого она прокладывает свой собственный путь, исполняя отличные поп-песни, достойные её значительного вокального мастерства». Эстер Джонс из Cross Rhythms заявила: «Несмотря на то, что певица, удостоенная наград, молчала почти три года, она вновь выходит на сцену CCM с пылом и мастерством, чтобы выпустить свой лучший альбом. Здесь она вырывается из формы Awaken, ориентированной на поклонение, и попадает на территорию поп/рока с прекрасной коллекцией песен в стиле, напоминающем Breakaway Келли Кларксон. В вокальном плане Грант проходит всю гамму от рок-тёлки до голубоглазой соул-дивы, а продюсирование, выполненное мужем Берни Хермсом, на высшем уровне. Её вокал безупречен и подтверждает её статус христианской поп-звезды нашего времени: от зажигательной песни „I Will Not Be Moved“ до мягкой фортепианной баллады „Make a Way“. Лирически альбом затрагивает целый ряд вопросов: борьба с раком („Our Hope Endures“), поиск надежды среди жизненных трудностей („Make It Matter“) — песня в стиле пауэр-поп с нотками R&B, и „Let Go“ — о жизни в моменте. Будем надеяться, что Грант сама последует этому совету и сможет насладиться успехом, который, несомненно, принесёт этот альбом».
Натаниэль Шекснайдер из Jesus Freak Hideout отметил: «Вместо того чтобы придерживаться одного или двух простых жанров, Грант проверяет свои границы, поскольку она привносит на игровое поле самые разные стили, включая поп, средний рок, современный взрослый и даже намёк на хип-хоп в одном треке. Удивительно, но на этот раз в альбоме нет настоящих песен для поклонения, за исключением гимна „In Christ Alone“. Одна вещь, которая выделяется в музыке Грант (и которая сделала её популярной в первую очередь), — это её эмоциональные и (иногда слишком) драматичные песни, и она определённо не заблуждается насчёт успеха. Однако, несмотря на то, что Натали Грант предлагает гимны надежды на протяжении всего альбома Relentless, авторство песен нельзя назвать безупречным. За исключением перегруженных баллад и излишне драматизированных мелодий, её альбом удивительно музыкально звучен и разнообразен, поэтому Relentless можно слушать от начала и до конца. Однако альбом в целом не лишён недостатков, потому что на фоне приятного звучания её песням не хватает лирической глубины, и некоторые из них могли бы быть более содержательными. Тем не менее, Relentless должен порадовать поклонников и привлечь новых».

## Список композиций
| №                   | Название              | Автор(ы)                                | Длительность |
| ------------------- | --------------------- | --------------------------------------- | ------------ |
| 1.                  | «I Will Not Be Moved» | Natalie Grant                           | 3:50         |
| 2.                  | «In Better Hands»     | Jim Daddario Catt Gravitt Thom Hardwell | 3:38         |
| 3.                  | «Make It Matter»      | Grant Bernie Herms Matthew West         | 3:45         |
| 4.                  | «Back at My Heart»    | Grant Herms West                        | 3:47         |
| 5.                  | «Let Go»              | Grant Shaun Shankel                     | 3:59         |
| 6.                  | «Perfect People»      | Jason Barton Sam Mizell West            | 3:38         |
| 7.                  | «Our Hope Endures»    | Grant Christa Wells                     | 4:24         |
| 8.                  | «So Long»             | Grant                                   | 4:35         |
| 9.                  | «Wonderful Life»      | Trina Harmon Shankel                    | 3:51         |
| 10.                 | «Safe»                | Shankel                                 | 4:19         |
| 11.                 | «Make a Way»          | Grant                                   | 6:25         |
| 12.                 | «In Christ Alone»     | Keith Getty Stuart Townend              | 5:32         |
| Общая длительность: | Общая длительность:   | Общая длительность:                     | 51:39        |

## Чарты
| Чарт (2008)                        | Высшая позиция |
| ---------------------------------- | -------------- |
| США (Billboard 200)                | 81             |
| США (Billboard Christian Albums)   | 2              |
| США (Billboard Top Catalog Albums) | 32             |